# Òliba de Taliabu
L'òliba de Taliabu (Tyto nigrobrunnea) és un ocell rapinyaire nocturn de la família dels titònids (Tytonidae). És endèmic de l'illa Taliabu, a les illes Sula, a prop de l'est de Sulawesi. El seu estat de conservació es considera vulnerable.